# Bernardo Fernandes da Silva Junior
Bernardo Fernandes da Silva Junior (São Paulo, 1995. május 14. –) brazil labdarúgó, a TSG 1899 Hoffenheim játékosa.

## Pályafutása
Pályafutását az Audax São Paulo csapatánál kezdte, de egy szezon követően Coritiba akadémiájához került. 2013-ban kölcsönbe került a Red Bull Brasil csapatához és itt lett belőle profi játékos. 2014-ben mergvásárolták a játékjogát, majd kölcsönbe került a Ponte Preta csapatához, de itt bajnoki mérkőzésen nem lépett pályára. 2016. január 1-jén csatlakozott az osztrák Red Bull Salzburg együtteséhez. Február 7-én debütált a bajnokságban az Admira Wacker ellen, a 80. percben váltotta Yasin Pehlivant. A szezon befejeztével 13 bajnokin és 3 kupatalálkozón lépett pályára. Osztrák bajnok és kupa-győztes lett. Március 15-én a Wacker Innsbruck ellen pályára lépett a FC Liefering csapatában. A következő szezont is az osztrák csapattal kezdte meg, de augusztus 28-án a testvércsapat RB Leipzig együtteséhez igazolt 3,4 millió £-ért.
A Bundesligában szeptember 17-én debütált a Hamburger SV ellen kezdőként. 2017. november 25-én a Werder Bremen ellen a második félidőben lépett pályára Marcel Halstenberg cseréjeként és a 87. percben beállította a 2–0-a végeredményt. 2018. július 5-én aláírt az angol Brighton & Hove Albion 9 millió fontért. 2021. január 19-én kölcsönbe visszatért a Red Bull Salzburg csapatához. Július 2-án végleg szerződtették.
2023. augusztus 2-án a VfL Bochum szerződtette. 2025. június 5-én jelentették be, hogy a TSG 1899 Hoffenheim csapatánál folytatja karrierjét.

## Statisztika
2025. május 17-i állapotnak megfelelően.
| Klub                   | Szezon           | Bajnokság          | Bajnokság | Bajnokság | Kupa  | Kupa  | Ligakupa | Ligakupa | Nemzetközi | Nemzetközi | Egyéb | Egyéb | Összesen | Összesen |
| Klub                   | Szezon           | Osztály            | Mérk.     | Gólok     | Mérk. | Gólok | Mérk.    | Gólok    | Mérk.      | Gólok      | Mérk. | Gólok | Mérk.    | Gólok    |
| ---------------------- | ---------------- | ------------------ | --------- | --------- | ----- | ----- | -------- | -------- | ---------- | ---------- | ----- | ----- | -------- | -------- |
| Red Bull Brasil        | 2014             | Série D            | 0         | 0         | 0     | 0     | –        | –        | –          | –          | 3     | 0     | 3        | 0        |
| Red Bull Brasil        | 2015             | Série D            | 3         | 0         | 0     | 0     | –        | –        | –          | –          | –     | –     | 3        | 0        |
| Red Bull Brasil        | Összesen         | Összesen           | 3         | 0         | 0     | 0     | 0        | 0        | 0          | 0          | 3     | 0     | 6        | 0        |
| Liefering              | 2015–16          | Erste Liga         | 1         | 0         | 0     | 0     | –        | –        | –          | –          | –     | –     | 1        | 0        |
| Liefering              | Összesen         | Összesen           | 1         | 0         | 0     | 0     | 0        | 0        | 0          | 0          | 0     | 0     | 1        | 0        |
| Ponte Preta (kölcsön)  | 2015             | Série A            | 0         | 0         | 0     | 0     | –        | –        | –          | –          | –     | –     | 0        | 0        |
| Ponte Preta (kölcsön)  | Összesen         | Összesen           | 0         | 0         | 0     | 0     | 0        | 0        | 0          | 0          | 0     | 0     | 0        | 0        |
| RB Salzburg            | 2015–16          | Osztrák Bundesliga | 13        | 0         | 3     | 0     | –        | –        | –          | –          | –     | –     | 16       | 0        |
| RB Salzburg            | 2016–17          | Osztrák Bundesliga | 3         | 1         | 1     | 0     | –        | –        | 6          | 1          | –     | –     | 10       | 2        |
| RB Salzburg            | Összesen         | Összesen           | 16        | 1         | 4     | 0     | 0        | 0        | 6          | 1          | 0     | 0     | 26       | 2        |
| RB Leipzig             | 2016–17          | Bundesliga         | 22        | 0         | 0     | 0     | –        | –        | –          | –          | 0     | 0     | 22       | 0        |
| RB Leipzig             | 2017–18          | Bundesliga         | 18        | 1         | 1     | 0     | –        | –        | 8          | 0          | –     | –     | 27       | 1        |
| RB Leipzig             | Összesen         | Összesen           | 40        | 1         | 1     | 0     | 0        | 0        | 8          | 0          | 0     | 0     | 49       | 1        |
| Brighton & Hove Albion | 2018–19          | Premier League     | 22        | 0         | 4     | 0     | 1        | 0        | –          | –          | –     | –     | 27       | 0        |
| Brighton & Hove Albion | 2019–20          | Premier League     | 14        | 0         | 1     | 0     | 1        | 0        | –          | –          | –     | –     | 16       | 0        |
| Brighton & Hove Albion | 2020–21          | Premier League     | 3         | 0         | 1     | 0     | 3        | 1        | –          | –          | –     | –     | 7        | 1        |
| Brighton & Hove Albion | Összesen         | Összesen           | 39        | 0         | 6     | 0     | 5        | 1        | 0          | 0          | 0     | 0     | 50       | 1        |
| RB Salzburg (kölcsön)  | 2020–21          | Osztrák Bundesliga | 14        | 1         | 1     | 0     | –        | –        | 0          | 0          | –     | –     | 15       | 1        |
| RB Salzburg            | 2021–22          | Osztrák Bundesliga | 19        | 0         | 3     | 1     | –        | –        | 3          | 0          | –     | –     | 25       | 1        |
| RB Salzburg            | 2022–23          | Osztrák Bundesliga | 18        | 0         | 4     | 0     | –        | –        | 5          | 0          | –     | –     | 27       | 0        |
| RB Salzburg            | Összesen         | Összesen           | 37        | 0         | 7     | 1     | 0        | 0!8      | 0          | 0          | 0     | 52    | 1        |          |
| VfL Bochum             | 2023–24          | Bundesliga         | 33        | 1         | 1     | 0     | –        | –        | –          | –          | 1     | 0     | 35       | 1        |
| VfL Bochum             | 2024–25          | Bundesliga         | 21        | 0         | 0     | 0     | –        | –        | –          | –          | –     | –     | 21       | 0        |
| VfL Bochum             | Összesen         | Összesen           | 54        | 1         | 1     | 0     | 0        | 0        | 0          | 0          | 1     | 0     | 56       | 1        |
| TSG 1899 Hoffenheim    | 2025–26          | Bundesliga         | 0         | 0         | 0     | 0     | –        | –        | –          | –          | –     | –     | 0        | 0        |
| TSG 1899 Hoffenheim    | Összesen         | Összesen           | 0         | 0         | 0     | 0     | 0        | 0        | 0          | 0          | 0     | 0     | 0        | 0        |
| Karrier összesen       | Karrier összesen | Karrier összesen   | 204       | 4         | 20    | 1     | 5        | 1        | 22         | 1          | 4     | 0     | 255      | 7        |

## Sikerei, díjai
- Red Bull Salzburg:
  - Osztrák Bundesliga: 2015–16, 2016–17, 2020–21, 2021–22, 2022–23
  - Osztrák kupa: 2015–16, 2020–21, 2021–22

## Család
Édesapja, Bernardo Fernandes da Silva ötszörös brazil válogatott labdarúgó és 1991-ben a német Bayern München játékosa volt.